# Американская кардиологическая ассоциация
Американская кардиологическая ассоциация (AHA) — некоммерческая организация в США, спонсирующая медицинские исследования в области кардиологии, образовательные проекты о здоровом образе жизни и способствующая надлежащей медицинской помощи в целях снижения инвалидности и смертности, вызванных кардиологическими болезнями.

## Общие сведения
Первоначально была создана в Нью-Йорке в 1924 году как Ассоциация по профилактике и облегчению сердечных заболеваний. Штаб-квартира находится в Далласе, штат Техас. Американская кардиологическая ассоциация является национальным добровольным агентством здравоохранения.
Ассоциация известна публикацией руководств по сердечно-сосудистым заболеваниям и их профилактике. В 2014 году были выпущены первые рекомендации по профилактике инсультов у женщин. Начиная с 1970-х годов  проводит кампании в сфере общественных услуг и мероприятия по сбору средств. В 1994 году Chronicle of Philanthropy опубликовала исследование, которое показало, что Американская кардиологическая ассоциация заняла пятое место в списке «самых популярных благотворительных/некоммерческих организаций в Америке». Ассоциация в 2018 году была включена в список 22 крупнейших благотворительных организаций Forbes.

## История
Американская кардиологическая ассоциация выросла из набора более мелких групп предшественников. Первичным предшественником была Ассоциация по профилактике и лечению сердечных заболеваний, созданная в Нью-Йорке в 1915 году для изучения того, могут ли пациенты с сердечными заболеваниями безопасно вернуться к работе. Несколько подобных организаций сформировались или развились в Бостоне, Филадельфии и Чикаго в 1920-х годах. Признавая необходимость национальной организации для обмена исследованиями и продвижения результатов, Американская кардиологическая ассоциация была сформирована в 1924 году шестью кардиологами как Ассоциация по профилактике и облегчению сердечных заболеваний.
AКA оставалась небольшой до 1940-х годов, когда она была выбрана для поддержки со стороны компании Procter & Gamble через ее PR-фирму из списка благотворительных организаций. Procter & Gamble выделила 1,5 миллиона долларов от своего радиошоу «Правда или последствия», что позволило организации стать национальной.
Миссия организации, обновленная в 2018 году, заключается в том, чтобы «быть неослабевающей силой для более долгой и здоровой жизни».

## Рекомендации
Компания Procter & Gamble была изобретателем искусственного трансжирного маргарина под названием Crisco (кристаллизованное хлопковое масло), который был объявлен AКA более полезным для здоровья, чем сливочное масло.
Рекомендации относительно ограничения насыщенных жиров и холестерина возникли из ряда эпидемиологических исследований в 1950-х годах, и связанных с ними диетических рекомендаций Американской кардиологической ассоциации, которые возникли между 1957 и 1961 годами.
Доклад AКA 1957 года включал:
- (1) диета может играть важную роль в патогенезе атеросклероза,
- (2) содержание жира и тотальные калории в рационе, вероятно, являются важными факторами,
- (3) соотношение между насыщенным и ненасыщенным жиром может быть основным определяющим фактором,
- (4) широкое разнообразие других факторов, помимо жира, как диетические, так и не диетические, могут быть важными.

К 1961 году эти исследования были укреплены, что привело к новым рекомендациям AКA:
- (1) поддерживать правильный вес тела,
- (2) делать умеренные упражнения, например, ходить,
- (3) уменьшить потребление насыщенных жиров и холестерина,
- (4) мужчины с сильной семейной историей атеросклероза должны уделять особое внимание модификации диеты,
- (5) изменения диеты должны проводиться под медицинским наблюдением.

Эти рекомендации продолжали становиться более четкими с 1957 по 1980 год.
В 1994 году "Хроника филантропии", публикация об отрасли, выпустила результаты крупнейшего изучения популярности и доверия по отношению к благотворительным и некоммерческим организациям. Исследование показало, что Американская кардиологическая ассоциация была оценена как пятая «самая популярная благотворительная/некоммерческая организация в Америке» среди более чем 100 благотворительных организаций, исследованных с 95 процентами американцев старше 12 лет.
В 2003 году опубликован Седьмой доклад Совместного национального комитета по профилактике, обнаружению, оценке и лечению высокого кровяного давления.
В 2013 году Американская кардиологическая ассоциация выпустила совместное руководство, признающее ожирение в качестве болезни и рекомендуя его лечение.
В 2014 году Американская кардиологическая ассоциация выпустила свои первые рекомендации по профилактике инсульта у женщин.
В 2018 году Американская кардиологическая ассоциация и Американский колледж кардиологии выпустили новые рекомендации для врачей по управлению холестерином как способ уменьшить риск сердечного приступа и инсульта. Рекомендации были в последний раз обновлены в 2013 году.

## Иная деятельность
28 октября 2009 года Американская кардиологическая ассоциация и Ad Council запустили социальную рекламу и сайт о сердечно-лёгочной реанимации. 30 ноября 2009 года Американская кардиологическая ассоциация объявила о том, что новая кампания по повышению осведомленности об остановке сердца называется Be the Beat. Цель кампании состояла в том, чтобы преподавать 12-15-летним основы сердечно-легочной реанимации и как использовать автоматический внешний дефибриллятор.
В 2004 году AКA запустила кампанию "Go Red for Women", специально ориентированную на женщин, с информацией о рисках и действиях, которые они могут предпринять для защиты их здоровья. Все доходы от местных и национальных кампаний поступали в поддержку информирования, исследовательских, образовательных и общественных программ, которые приносят пользу женщинам.
«»В 2015 году Американская кардиологическая ассоциация официально одобрила кампанию TOBACCO 21, призывая местное, государственное и национальное правительства для повышения возраста продажи табака и никотина с 18 до 21 года.

## Издания
Ассоциацией издаётся журнал «Circulation».